# 유굉 (제회왕)
제회왕 유굉(齊懷王 劉閎, ? ~ 기원전 110년)은 중국 전한의 황족·제후왕으로, 마지막 제왕이다. 무제와 왕부인의 아들로 서열은 여태자와 효소제 다음이었다.

## 생애
원수 6년(기원전 117년)에 형제인 광릉여왕 유서·연날왕 유단과 함께 왕에 봉해져 제나라를 받았다. 어머니 왕부인이 총애를 받았으므로 자신도 많은 사랑을 받았으나, 제회왕 8년(기원전 110년)에 죽었고, 아들이 없어 봉국은 폐지됐다.